# Maria und Joseph
Maria und Joseph („Je vous salue, Marie“) ist ein schweizerisch-französischer Spielfilm des Filmemachers Jean-Luc Godard aus dem Jahre 1984. Godard paraphrasiert die biblische Geschichte von Maria und Josef von Nazaret und der Jungfrauengeburt Jesu in die Gegenwart und in die Umgebung von Genf, wo der Filmemacher als Protestant aufgewachsen ist. In einem zweiten Handlungsstrang verwirft ein Professor die Evolution, die naturwissenschaftliche Erklärung für die Entstehung des Menschen.
Weil der Film an ein katholisches Dogma rührt und die Protagonistin nackt zeigt, rief er bei konservativen Katholiken teils heftige Proteste hervor. Papst Johannes Paul II. sah die Jungfrau Maria herabgewürdigt, es gab in katholischen Kreisen jedoch auch Zuspruch zum Werk. Die Filmliteratur versteht diesen Film weniger als Beitrag zu einem religiösen Thema, denn vielmehr als eine Erkundung der Möglichkeiten, mit dem Medium Film das nicht Darstellbare auszudrücken. Dabei bedient sich Godard unkonventioneller Stilmittel wie einer mäandernden Erzählweise oder einer zerhackten und den Bildern entgegenstehenden Musik, um Zuschauer aus gewohnten Mustern der Rezeption zu zwingen, sowie einfacher Naturbilder, des Humors und der Ironie. Das Werk hat Autoren verschiedener Disziplinen zu zahlreichen Deutungen angeregt. Godards Hauptfilm vorangestellt ist ein Kurzfilm seiner Gefährtin Anne-Marie Miéville zum Thema mütterlicher Liebe.

## Anne-Marie MiévillesDas Buch der Maria
Jean-Luc Godards langjährige Mitarbeiterin und Lebensgefährtin Anne-Marie Miéville hat parallel zu Maria und Joseph den Kurzfilm Das Buch der Maria (Le livre de Marie) von 27 Minuten Länge gedreht. Sie griff auf beinahe denselben Stab zurück wie Godard. Die Kinos zeigten den Kurzfilm und danach den 76 Minuten langen Hauptfilm als ein nahtloses Programm, auch in DVD-Ausgaben sind beide Teile am Stück zu sehen.
Aurore Clément und Bruno Cremer spielen die Eltern der elfjährigen Marie – die Familie bewohnt ein Haus am Genfersee. Die Eltern zanken sich über ihre Aufgaben innerhalb der Familie, bis sie entscheiden, dass der Vater aus dem Haus auszieht. Das Mädchen weigert sich trotzig, das zur Kenntnis zu nehmen und flüchtet sich ins Rezitieren von Versen aus Baudelaires Gedichtband Die Blumen des Bösen über existenzielle Themen sowie ins Hören der Musik von Chopin und Mahler. Es drückt seine Angst in einer erregten Tanzdarbietung aus. Die Mutter erklärt dem Kind, es heiße Marie, weil der Name ein Anagramm von aimer (französisch für lieben) ist.
Einige Filmkritiker halten Das Buch der Maria für eine Art Prolog zu Godards Hauptfilm. Wolfram Schütte spricht in diesem Kontext von einem Präludium, von einer Ouvertüre. Andere Kritiker meinen dagegen, diese Klassierung würde den Kurzfilm unterschätzen. Er bereitet das Publikum motivisch, emotional und formal auf den Hauptfilm vor. Die Ehe der Eltern löst sich auf, weil keine Verständigung gelingt.
Durch die Trennung ihrer Eltern erfährt Marie die erste Erschütterung in ihrem Leben. Die Dichtung und Musik, mit der sie sich befasst, traut man einem elfjährigen Kind kaum zu. Die Filmzeitschrift epd Film deutete den Zustand des Mädchens so, dass sie bereits das Geheimnis mütterlicher Liebe in sich trage, ohne davon geahnt zu haben; die Trennung der Eltern mache ihr die Existenz dieser Liebe bewusst. Zuletzt köpft Miévilles Marie am Esstisch ein Ei und an diese Einstellung schließt Godards Hauptfilm an. Die Jungfrau Maria gebar den Gott, der ihr Vater ist, bemerkte Cynthia Erb: „In diesem letzten Moment gebärt Miéville den Godard, der ihr künstlerischer Vater ist, dessen unermeßlicher Status sie immer in den Schatten stellt und ihr Werk an den Rand drängt.“

## Handlung

### Ausgangslage
Rolle, ein kleiner Ort unweit von Genf. Die junge Marie ist Tochter eines Tankstellenpächters und spielt in der Korbballmannschaft. Sie hat einen Verlobten, den Taxifahrer Joseph, mit dem sie bisher keinen Geschlechtsverkehr gehabt hat. Joseph, ein Schulabbrecher, modisch angezogen, mit Pomade im Haar und mit Sonnenbrille, unterhält eine zweite Beziehung mit Juliette. Diese möchte die Beziehung vertiefen, aber Joseph zeigt immer weniger Interesse für sie. Eines Tages kommen mit dem Flugzeug zwei geheimnisvolle Fremde an, die sich rüpelhaft benehmen: Der Erzengel Gabriel und seine kleine Begleiterin. Sie verkündigen Marie, dass sie ein Kind bekommen wird …

### Weiterer Verlauf
Außer der Geschichte um Marie und Joseph hat der Film eine Nebenhandlung, die mit der Haupthandlung kaum verknüpft ist. Ein Professor findet wissenschaftliche Erklärungen für die Herkunft des Lebens nicht überzeugend: „Wir sind nicht plötzlich in einer aminosauren Suppe geboren. […] Das Leben ist von einer dazu entschlossenen Intelligenz gewollt, gewünscht, geplant, und programmiert worden.“ Er hält die evolutionäre, zufällige Entwicklung mangels der dazu nötigen Zeit für nicht möglich. Zur Verdeutlichung lässt er einen Studenten mit verschlossenen Augen einen Zauberwürfel drehen. Die Studentin Eva gibt ihm für jede Bewegung an, ob sie richtig oder falsch ist. Innerhalb von Minuten bringt er den Würfel in die Zielstellung, was ohne ihre Eingaben nicht möglich gewesen wäre. Später besucht der Professor Eva bei ihr zuhause in der „Villa Paradis“. Sie sinnieren über Philosophie und lassen sich miteinander ein.
Marie nimmt das Wunder an, auch wenn sie es weder versteht noch erklären kann. Der Gynäkologe staunt, als er bei Marie zugleich Jungfräulichkeit und Schwangerschaft feststellt. Hingegen glaubt Joseph, dass sie mit anderen Kerlen schläft: „Ich hoffe, sie haben wenigstens große Schwänze!“ Er hadert damit, als gehörnter Idiot dazustehen. Marie besteht darauf, mit niemandem geschlafen zu haben, und entzieht sich seinem Verlangen nach körperlicher Nähe. Der Engel versucht, Joseph mit Maulschellen Vertrauen und Liebe einzubläuen. Nach der Trennung von Juliette erklärt Joseph Marie seine Liebe; sie wirft ihm vor, noch immer nicht an das Wunder zu glauben. Als das Paar sich anschickt zu heiraten, bettelt er, sie wenigstens einmal ganz nackt sehen zu dürfen. Sie gestattet es ihm. Doch sein Versuch, sie anzufassen, wird vom plötzlich auftauchenden Gabriel unterbunden, der Maria auch als Schutzengel beisteht. Erst als Joseph sein Verlangen nach Maries Körper bändigt und seine Hand zwei Zentimeter vor ihrem Bauch hält, erklärt sie ihm, das sei Liebe. Noch immer nicht ganz verstehend fügt er sich allmählich in die ihm zugewiesene Rolle. Er verspricht Marie, bei ihr zu bleiben und sie nicht zu berühren. Inzwischen trennt sich der Professor von Eva, um zu seiner Familie zurückzukehren. Marie muss mit dem Schmerz zurechtkommen, dass ihr Enthaltsamkeit auferlegt ist. Nach Wintereinbruch bringt Marie das Kind zur Welt. Jahre später ist der Junge namens Jesus trotzig und frech, und Joseph führt ein freudloses Eheleben. Eines Tages ruft das Kind aus: „Ich muss mich um die Geschäfte meines Vaters kümmern!“ und verlässt Marie und Joseph. Sie nimmt es hin. Mit einem „Gegrüßet seist du, Maria!“ gibt ihr Gabriel einen Wink, dass ihre Mission beendet ist. Im Auto zündet sie sich eine Zigarette an und trägt roten Lippenstift auf; der Film endet mit einer Einstellung auf ihren weit geöffneten, runden Mund.

## Formale Konzeption

### Bilder der Natur und von Maries Körper
Zwischen die Szenen mit den Protagonisten fügt Godard zahlreiche Naturbilder ein: Ein Baum in der Landschaft; Steine, die ins Wasser geworfen werden und Wellen auslösen; ein Flugzeug, das Wipfel und Stromleitungen überfliegt; Sonnenuntergänge; wiegende Halme im Feld; Igel im Gras. Es sind einfache, stark stilisierte Bilder, die Alltägliches zu Himmlischem erheben. Mit dem Bild der untergehenden Sonne, vor der ein Flugzeug durchfliegt, fand er eine Metapher von Maries Befruchtung. Zitierte er in seinen Filmen der 1960er-Jahre Symbole aus der Popkultur und der Werbung, so verwendete er in Maria und Joseph sehr ursprüngliche Zeichen. Er baute die Kamera auf und verbrachte lange Zeit mit Warten, bis sich in den einfachen Szenerien etwas Außergewöhnliches zeigte. Er hielt Ausschau nach unbefleckten, erst im Entstehen begriffenen Zeichen, die noch keine Bedeutung tragen.
In Sonne, Mond, Korbball und Maries Bauch wiederholt sich das Motiv des Kreises und des Runden. Für Gertrud Koch von epd Film hat die Darstellerin Myriem Roussel den idealen Marien-Körper, „geschwungene Hüften, volle Brüste, eine fast kindliche Taille und langer schmaler Hals, dessen Rückenansicht eine elegante Nackenlinie bietet, ein wenig eckige, noch mädchenhafte Knie.“ Ihre Schönheit ist für Antoine De Baecque das erste Wunder dieses Films. Godard führte aus, dass er nicht eine entblößte Frau, sondern menschliches Fleisch habe zeigen wollen. Einige Einstellungen seien als anatomische Zeichnungen gedacht. Den Gedanken, auch Joseph nackt zu zeigen, verwarf er, weil es das Publikum zur Fehlannahme verleitet hätte, dass Joseph und Maria miteinander Geschlechtsverkehr hätten. „Außerdem bin ich ein Mann und betrachte gerne nackte Frauen!“ 

### Bach und Dvořák mit Aussetzern
Mehr als andere Regisseure betrachtet Godard Bilder, Dialoge, Musik und Geräusche als einzelweis manipulierbar. Die Schnitte des Bildes und der Geräusche auf der Tonspur sind oft asynchron; auf den ersten Eindruck erscheinen Bilder und Musik willkürlich zusammengestellt. Eingesetzt werden die klassischen Musikstücke in Form abrupter Einblendungen mitten in diese Stücke hinein. Oftmals werden sie nicht über eine längere Dauer ausgespielt, sondern zerstückelt, indem sie mehrere Male hintereinander aus- und wieder einsetzen. Die fragmentierten Bilder und die Hüst-und-hott-Tonspur zielen darauf ab, das Publikum aus gewohnheitsmäßigen, bequemen Wahrnehmungsmustern zu werfen.
Die Musik besteht großteils aus instrumentalen, im ersten Drittel auch choralen Stücken von Johann Sebastian Bach, die mit Marie verbunden sind. Godard begründete seine Wahl der Musik Bachs damit, dass „historisch Bach die Musik von Martin Luther war“, der die katholische Kirche unter anderem wegen ihrer Bilderpolitik angegriffen hätte – verkennend, dass Luther rund zwei Jahrhunderte vor Bach gelebt hatte. Von Antonín Dvořák verwendet Godard ein einziges Werk, das Cellokonzert in h-moll (op. 104). Das „romantische“ Musikstück ist in Passagen zu hören, die von Josephs Lernprozess handeln. Sie ist laut Jürg Stenzl deshalb „seine“ Musik, „die sich vom stürmischen Vorwärtsdrängen im ersten Satz zur völligen Verinnerlichung, dem reinen, singenden Hörnerklang gewandelt hat.“ Der musikalische Gesamteindruck des Films sei „durch die Polarität von Bachs kontrapunktischer, primär instrumentaler Expressivität auf der einen und Dvořáks eruptivem, unmittelbar »romantischem« Ausdruck auf der anderen Seite bestimmt.“ Bei seinem Abend mit Eva legt der Professor Jazz von John Coltrane auf.

### Bibelbezug, Collagenstil und Komik

Der Zwischentitel „In jener Zeit“ erscheint im Film zehn Mal

Die Bibel liefert nur wenige Einzelheiten zu Marias und vor allem zu Josefs Leben, so dass ein abendfüllender Film zwangsläufig hinzuerfinden muss. In der Handlung bleibt offen, in welcher genauen Art von Beziehung Marie und Joseph tatsächlich zueinander stehen, wie wörtlich oder symbolisch die Begriffe „Jungfräulichkeit“ und „berühren“ zu verstehen sind oder wie die Schwangerschaft wirklich zustande kommt. So kann man Maria und Joseph einerseits als eine moderne Erzählung begreifen, als die Geschichte einer Frau namens Marie, die der biblischen Maria ähnlich, jedoch nicht mit ihr identisch ist. Die Handlung ist nicht im Heiligen Land angesiedelt, sondern in der Schweiz, in der Gegenwart, im Alltag und im Profanen. Für diese Deutung spricht auch, dass das „Gegrüßet seist Du, Maria“ des Originaltitels in Anführungszeichen gesetzt ist. Zugleich lässt der Film die Möglichkeit offen, dass sich hier tatsächlich eine biblische, göttliche Geschichte abspielt. Die Protagonisten sind einfache, gewöhnliche Menschen wie die Eltern Jesu vor zweitausend Jahren. Bestärkt wird dies durch den zehn Mal an diversen Stellen des Films eingeblendeten Zwischentitel En ce temps là („zu jener Zeit“).
Es ist keine konventionelle, geradlinige Erzählung, sondern eine „Szenencollage“, die häufig und heftig ihre Richtung ändert zwischen den Handlungssträngen um Marie/Joseph, um den Professor/Eva und den Naturbildern wechselt, über längere Zeitabschnitte hinweg springt und sich Auslassungen und Abschweifungen zu scheinbaren Nebensächlichkeiten leistet. Der Film birgt eine Fülle von Andeutungen. Gelegentlich lässt Godard unaufdringlichen Humor aufblitzen. Als der Professor behauptet, die menschliche Herkunft sei kosmisch, wir seien alle Außerirdische, sehen wir den Hinterkopf eines Studenten mit einer blonden Ananasfrisur. Älter geworden, griff Godard öfter auf Versatzstücke der Komödie zurück, einem Genre, das männliche Figuren verweichlicht, manchmal gar verweiblicht. Die Wortwechsel zwischen Joseph und Gabriel haben oft absurden Charakter. Beide Männer haben eine Begleitfigur: Joseph einen Hund, dem er vorliest, Gabriel das engelhafte Mädchen, das ihn ermahnt, wenn ihm Verwechslungen unterlaufen und das für ihn die Akten führt. Diese Begleiter lassen Joseph und Gabriel oft albern und kindisch erscheinen. Cynthia Erb verwies auf die Gemeinsamkeit von Männer-Komödie und „Kunstporno“. Beide Genres setzten Körper in spektakulärer Weise ein und stellten einen Gegensatz her zwischen der Körperbeherrschung und deren Verlust. In Maria und Joseph bestünden Spannungen zwischen Josephs unerfülltem Begehren, Maries Körper zu sehen, und den Kunstporno-Einschüben, „die dem Zuschauer erlauben, alles von Marie zu sehen, wieder und wieder.“

## Genese
Schon in Godards beiden vorherigen Spielfilmen – Passion (1982) und Vorname Carmen (1983) – hatte die junge, als klassische Tänzerin ausgebildete Myriem Roussel Auftritte, erst als Statistin, dann in einer Nebenrolle. Der Regisseur hatte sich in sie verliebt, schrieb ihr und telefonierte viel. Sie war ihm Muse, er ihr ein väterlicher Freund. Er involvierte sie in die Entwicklung eines Filmprojekts über das inzestuöse Begehren eines Vaters nach seiner Tochter. Bei regelmäßigen Probeaufnahmen spielte er den Vater und sie die Tochter. Sich auf eine sexuelle Beziehung mit Godard einlassen wollte Roussel nicht. Nach einigen Monaten erkannte Godard, dass das Projekt gescheitert war. Roussel sieht hier den Ursprung von Maria und Joseph: „Er bleibt der Vater, Gott, hat aber kein Verlangen, mit ihr den Inzest zu vollziehen, denn sie gebärt jungfräulich.“ Nach dieser Wendung im beruflichen Bereich nahm ihre Beziehung einen anderen Charakter an. Roussel verliebte sich in den Regisseur, sie wurden ein Liebespaar.
Godard offerierte seiner langjährigen Gefährtin Anne-Marie Miéville, die seiner Beziehung zu Roussel feindselig gegenüberstand, einen eigenen Kurzfilm zu drehen. Einen Teil der Vorbereitungen, etwa Recherchen zum Thema Jungfrauengeburt, besorgten sie gemeinsam. Als Hauptdarstellerin war Roussel gesetzt. Godard gab ihr wissenschaftliche, vor allem medizinische und theologische, sowie literarische Texte zum lauten Vorlesen. Bei der Besetzung der Joseph-Rolle dachte Godard erst an einen älteren Mann wie ihn selbst und bot sie dem 70-jährigen Jean Marais an. Dessen Erstaunen über den Vorschlag bewog den Regisseur, jemanden jüngeren ins Auge zu fassen. Der 35-jährige Philosoph Bernard-Henri Lévy lehnte ab, weil ihm um seinen Ruf bange war. Godard probte mit dem Schauspieler Jacques Dutronc, verzichtete aber auf ihn, weil Dutronc dem Joseph zu viel Charisma verliehen hätte. Roussel vermittelte schließlich den Anfänger Thierry Rode, den sie aus dem Theaterunterricht kannte.
Die Dreharbeiten gerieten zu den längsten in Godards Karriere und zogen sich von Januar bis Juni 1984 hin. Weil er Paris und seine Straßen schon so oft abgefilmt hatte, entschloss er sich, Maria und Joseph in der Schweiz zu drehen, wo er aufgewachsen ist. Die meisten Aufnahmen entstanden in und um Rolle und Nyon. Tatsächlich gedreht wurde nur an zwei bis drei Tagen pro Woche. In der übrigen Zeit war der Regisseur mit anderem beschäftigt oder hatte keine Lust zu drehen und probte mit Roussel. Sie fühlte sich ungerecht behandelt und war frustriert, weil sie ihn schauspielerisch nicht zufriedenstellen konnte, und deshalb gefiel ihr ihre eigene Leistung nicht. Dass er in Miéville volles Vertrauen hatte, machte sie eifersüchtig. Sie verheimlichte die bei ihr aufkeimende Abneigung gegen das Projekt nicht, wofür ihr Godard böse war. „Wir schnauzten uns an.“ Ihr war klar, dass es ihre letzte gemeinsame Arbeit sein würde, „ein Trennungsgeschenk, die letzten Liebesworte“. Anfang Mai 1984 lernte sie ihren zukünftigen Mann kennen, den sie ein Jahr später ehelichen sollte.
Die Mittel für die Herstellung des Films brachte Godard als sein eigener Produzent selbst auf; er sah Kosten von 200.000 US-Dollar vor. Durch die langwierigen Dreharbeiten und das Lauern auf Bilder in der Natur überzog er das Budget und musste die Arbeit unterbrechen. Um Geld für die Fertigstellung zu verdienen, willigte er gegen seine Überzeugung in den Vorschlag des Produzenten Alain Sarde ein, beim kommerziellen Film Détéctive die Regie zu übernehmen. Dieser Dreh fand im August und September 1984 statt. Anschließend konnte er die Arbeit an Maria und Joseph wieder aufnehmen; am Ende kam er auf Gesamtkosten von 600.000 Dollar. „Ich habe 90.000 Meter Film verbraucht – normalerweise reicht das für vier Filme. Ich bin nicht religiös, aber ich bin gläubig. Ich glaube an Bilder. Ich habe keine Kinder, nur Filme.“

## Reaktionen von Kirche und Kritik

### Proteste aufgebrachter Katholiken
Während Jesus schon in zahlreichen Filmen, vor allem in den 1950er-Jahren, als Figur behandelt und dargestellt worden war, schuf Godard mit Maria und Joseph den ersten je gedrehten Film über Marias Jungfrauengeburt und ihr Verhältnis zu Joseph. Der Film wurde Ende 1984 einige Male für die Presse aufgeführt und lief in Frankreich am 23. Januar 1985 in den Kinos an.
Das Werk entfachte Proteste von konservativen katholischen Kreisen, die ihm Gotteslästerung, Obszönität und Verhöhnung des christlichen Glaubens vorwarfen. In Versailles sorgten erboste Katholiken für eine Unterbrechung einer Vorstellung, warfen Stinkbomben und zettelten Handgreiflichkeiten an. Durch das französische Gemeindegesetz war es Bürgermeistern möglich, eine Filmaufführung zu untersagen, wenn diese die öffentliche Ordnung stört. Der Bürgermeister von Versailles war gerade auf Asienreise; sein erster Stellvertreter verhängte in der Gemeinde ein vorübergehendes Aufführungsverbot. Die Organisationen „Confédération nationale des associations familiales catholiques“ und „Alliance générale contre le racisme et pour le respect de l’identité française et chrétienne“, die den Integralisten und dem rechtsextremen Front National nahestanden, versuchten in Paris, per einstweiliger Verfügung ein landesweites Aufführungsverbot zu erwirken. Nachdem es den Film angesehen hatte, lehnte das Pariser Obergericht ihr Begehren ab, weil keine einzige Szene pornografisch oder obszön sei. Eine Reihe katholischer Verbände wandte sich gemeinsam an die Bischöfe, gegen den Film vorzugehen, wegen „Szenen, die für Christen unerträglich sind“ und einer „unglaublich groben Sprache“. Der höhere Klerus unterstützte das Ersuchen nicht und sprach sich gegen Gewaltanwendung aus. Dennoch störten Katholiken zahlreiche Aufführungen – in Frankreich lief das Werk in rund hundert Sälen – mit Gesang, Gebeten, Stinkbomben und Bombendrohungen oder auf die Leinwand geschleuderten Farbbeuteln; in Tours legten sie Feuer. Godard deutete die in den Medien aufgekommene Debatte als ein Lebenszeichen des Kinos und versicherte, er respektiere aufrichtig den Glauben der Katholiken. In den ersten zehn Wochen sahen sich allein in Paris 260.000 Besucher den Film an.
In der Bundesrepublik versuchten katholische Bürgerinitiativen, ein Verbot des Films zu erwirken. Ein Fuldaer Kinoinhaber nahm ihn nach Protesten aus dem Programm. Vor einem Freiburger Kino verharrten einige Katholiken vier Wochen lang jeweils während der Aufführungen betend mit einem Sühnekreuz. Proteste gab es auch in Spanien, Italien und Griechenland, wobei es den Gegnern nur vereinzelt gelang, Aufführungen abzuwenden; in Rom verprügelten sie den Geschäftsleiter eines Kinos. In Brasilien verhängte der Staatspräsident ein Aufführungsverbot.
Papst Johannes Paul II. ließ sich den Film vorführen. Ende April 1985 gab er auf der Titelseite des L’Osservatore Romano kund: „Der Film beleidigt und entstellt die fundamentalen Lehrsätze des christlichen Glaubens und entweiht seine geistliche Bedeutung und seinen geschichtlichen Wert und verletzt zutiefst die religiösen Gefühle von Gläubigen und den Respekt für das Heilige und die Jungfrau Maria, die von Katholiken mit so viel Liebe verehrt wird und Christen so lieb ist.“ Der Papst erklärte seine geistige Verbundenheit mit den Protestierenden und erteilte ihnen den apostolischen Segen. Wenige Tage später hielt er ein öffentliches Gebet ab, um die Entweihung Marias durch den Film zu beheben. Es war das erste Mal, dass sich ein Papst gegen einen einzelnen Film wandte. Der Vatikan störte sich an der Nacktheit Maries und ihrer Reaktion auf die Verkündigung; er hielt fest, dass die Jungfrau Maria gottesverbunden und für ihre Aufgabe vorbereitet war. Dem Godard-Biografen De Baecque zufolge war der Regisseur geschmeichelt: „Er konnte sich damit brüsten, eine Art Dialog unter Gleichen hergestellt zu haben […] zwischen dem Papst der Katholiken und dem Papst der Künstler.“ Godard anerkannte die Stadt Rom als „Haus der Kirche“ und stellte fest: „Der Papst hat eine besondere Beziehung zu Maria, die er mindestens als seine Tochter betrachtet.“ Nachdem 200.000 Italiener den Film besucht hatten, stellte der dortige Verleih nach einer Abmachung mit Godard die Vorführungen ein.

### Bejahende kirchliche Stimmen
An der Berlinale 1985 erhielt Maria und Joseph den Otto-Dibelius-Filmpreis der Internationalen Evangelischen Filmjury. Die Jury der Internationalen Katholischen Filmorganisation (Organisation Catholique Internationale du Cinéma, OCIC) vergab keinen Preis, äußerte sich jedoch in einer Mitteilung so: „Im vollen Bewusstsein der Schwierigkeiten, die sich sowohl von der formalen Originalität wie von der Thematik für viele Zuschauer ergeben können, legt die Jury übereinstimmend Wert darauf, ihr Interesse an diesem Werk zum Ausdruck zu bringen und eine unvoreingenommene und kritische Auseinandersetzung damit zu empfehlen. Denn der Regisseur versucht mit großer Behutsamkeit und aufrichtigem Respekt, menschlichen Grunderfahrungen, insbesondere dem Geheimnis der Liebe und des Lebens näherzukommen, indem er sich bekannter biblischer Gestalten und Glaubensaussagen bedient. Dabei gelingt es ihm, brüchig gewordene Bezüge zwischen Sinnlichkeit und Unberührtheit, naturwissenschaftlichem Denken und metaphysischen Wahrnehmungen, modernem Alltag und spirituellen Dimensionen überzeugend miteinander in Verbindung zu bringen.“
Der Filmbeauftragte der Evangelischen Kirche in Deutschland, Hans Werner Dannowski, wies darauf hin, dass man die Jungfrauengeburt nur in ihrem vollen Kontext verstehen könne, dass die Besonderheit Jesu in seiner besonderen Herkunft, von Gott her, wurzele. „Die Geschichte von der Jungfrauengeburt verweist ‚als solche‘ auf Gott“, der in diesem Moment ins Leben der Menschen trete. Dieser Kontext sei dem aufgeklärten Menschen kaum mehr bekannt, ihm „ist die Lehre von der Jungfrauengeburt eher ein Anlass zum Zweifel als eine Hilfe zum Glauben.“ Und weil die Geschichte von der Jungfrauengeburt nicht mehr aus sich selbst redet, ihre Selbstevidenz verloren hat, werde sie in der römisch-katholischen Kirche zunehmend dogmatisiert. Hier setze Godard an: Die Jungfrauengeburt hat im Film keinen erkennbaren Zweck und stellt Marie ebenso wie Joseph vor ein Rätsel. Der Film zeigt jeweils Folgen, aber nicht die auslösenden Ursachen, nach denen man als Zuschauer dann fragt. „Das Dahinterstehende ist da, man spürt es, aber es bleibt ein Rätsel. (…) Die Wirklichkeitserfahrung bleibt ein Fragment.“ Fragmentarisch blieben auch die Anspielungen auf die Bibel, nie bösartig oder aggressiv, oft ironisch, eher heiter. Die Gotteserfahrung bestehe aus Stücken, die nicht zueinander passen wollen, kein Sinnganzes mehr ergeben. Darin sah der Filmbeauftragte den Grund, dass Gläubige, die sich an der klaren biblischen Version orientieren, über den Film verärgert waren. Doch Godard habe die religiöse Lage der Gegenwart präzise erfasst.

### Urteile der Filmkritik
Der film-dienst, Organ der katholischen Filmpublizistik, sah in Godards Filmhandlung und der biblischen Heilsgeschichte zwei verschiedene Erzählungen, deren Parallelen zu Missverständnissen verleiten könnten. Nicht um eine Parodie gehe es, sondern um „die heilsame Zertrümmerung platter Realitätsbegriffe“, um das Wunderbare im Alltag wieder zu entdecken. „Godard lehrt uns, nicht allzu naiv unseren Augen und Ohren zu trauen, stets andere Ebenen und Deutungen ‚mitzudenken‘.“ Dass er an Dogmen rühre, seien „letztlich aufs Ganze gesehen periphere Lesbarkeiten“. Der film-dienst bescheinigte dem Regisseur, der eine „christlich orientierte Mythologie der Schöpfung und der Mutterschaft“ entwerfe, dass er „die Frau sehr intim mit unbegehrlicher Zärtlichkeit beschreibt: ein unverhüllter aber souverän anti-pornographischer Blick auf das Mysterium des Weiblichen. Das ist ebenso poetisch wie ‚provozierend‘; und was ist ‚provozierender‘ als das Geheimnis, die Unschuld und das Wunderbare?“ In einer Filmbesprechung ohne deutliches Urteil hielt die evangelische epd Film fest, dass der Streifen weder voyeuristisch sei, noch blasphemische Absichten erkennen lasse. „Zwar verkneift sich Godard nicht diese oder jene naheliegende Ironisierung, aber die bezieht sich fast ausschließlich auf die Erzähltechniken der Legende, auf die Diskrepanz zwischen einer konkretistischen Geschichte und einem irrealen Inhalt.“ Mit dieser Ironie stelle Godard den Mythos erst recht wieder her. Die überkonfessionelle Zoom nannte den „vielschichtigen“ Film „eine außerordentliche Leistung“. Er finde mitunter Bilder für das nicht Darstellbare, mache die Herkunft und das Geheimnis des Lebens sichtbar wie auch die Fleischwerdung des Geistigen im Menschen.
Weniger günstig urteilten die französischen Filmzeitschriften. Laut Positif entgehe Godard nicht immer der Gefahr des Manierierten, des Falschen und der Plattitüden. Einige Bilderspiele zeugten zwar von Erfindungsgabe, doch insgesamt sei der Film mittelprächtig langweilig. In den Cahiers du cinéma, bei denen Godard einst als Kritiker selbst tätig gewesen war, erkannte man seine hohen Ambitionen. Doch Godard erzeuge hier Einzelbilder von Marie, die kein Ganzes ergäben und sich gegenseitig aufhöben. Er wolle sie mal stürmisch, dann wieder passiv sehen; mal solle sie seine Kreation sein und bald die göttliche Schöpfung vertreten. „Er verlangt von der Darstellerin, gleichzeitig (ihm) alles zu geben und dabei ihr Mysterium zu bewahren.“

## Filmpublizistische Deutungen

### Thematische Beständigkeit in Godards Schaffen
Bereits über ein Vierteljahrhundert war Jean-Luc Godard als Filmemacher tätig, als er Maria und Joseph schuf. Er hatte in den 1960er Jahren filmische Konventionen angegriffen und die Filmsprache revolutioniert; ab etwa 1967 vertrat er einen radikalen Marxismus. Nach einer Phase mit Experimentalfilmen in den 1970ern kehrte er 1980 zu Kinofilmen zurück. Anstelle soziologischer oder politischer Themen traten vorrangig ästhetische, die Malerei (in Passion) und die Musik (in Vorname Carmen). Obwohl Godard diese zwei Filme und Maria und Joseph nicht als Trilogie konzipiert hat, hat sie Marc Cersisuelo als „Trilogie des Sublimen“ bezeichnet, weil den Regisseur die Frage der Schönheit und ihrer Darstellung umtreibe.
Maria und Joseph ist kein christlicher Film, noch weniger katholisch oder theologisch, doch ebenso wenig blasphemisch oder atheistisch. Godard behandelt das Dogma der Jungfrauengeburt, ohne darüber zu urteilen. Er war als calvinistischer Protestant erzogen worden, bezeichnete sich aber als nicht praktizierend. Die Bibel sei ein großartiges Buch, das auf starke Weise von heutigen Ereignissen spreche. „Vielleicht brauchte ich eine Geschichte, die größer war als ich.“ Das Fehlen eines religionskritischen Ansatzes ließ Religionsskeptiker an Godard zweifeln. Man war verwundert, dass ausgerechnet ein Bilderstürmer und filmsprachlicher Ketzer wie er sich diesen Stoff vorgenommen hatte. Zum Teil entstand der Eindruck, er hätte den Marxismus gegen die Mystik und den Glauben ans Göttliche getauscht. Die Proteste erzkatholischer Kreise können umso mehr erstaunen, als er mit einigen Aussagen des Professors kreationistische Positionen in den Hörsaal trägt.
Mit Maria und Joseph setzt Godard seine Versuche fort, statt gefällige Filme herzustellen die Aufmerksamkeit seines Publikums auf die Filmproduktion und Filmsprache zu lenken. In diesem Sinne ist sein Werk ein aufklärerisches Projekt. Mit dem katholischen Mythos der Maria bot sich ihm ein neues Vehikel, künstlerischen Ausdruck zu ergründen und den Paradigmen der konventionellen Kultur zu entgehen. Er ging der Frage nach, wie sich das jenseits des Materiellen Bestehende, nicht visuell Zeigbare durch das Medium Film darstellen lässt. Dass der Film als eine Abkehr Godards von seinen Prinzipien missverstanden wurde, sei, so räsonierte Kevin Moore, ein Beweis für seine ungebrochene Originalität und seine Fähigkeit, gewohnte Interpretationsmuster in Frage zu stellen.
Der Filmkritiker Wolfram Schütte kam nach der Aufführung anlässlich der Berlinale von 1985 zu dem Ergebnis, Godard habe sich mit Maria und Joseph zur spiritualistischen Filmkunst der Regisseure Dreyer und Tarkowski bekannt. Aber keineswegs betreibe Godard mit seinem Film eine affirmative Wende, noch sei er gar ein Renegat oder Konvertit.

### Filmkunst als Kampf um Unschuld
Das Leben der Figuren liegt von Beginn weg in der Hand von jemandem, der es ordnet und darüber verfügt, eines Gotts oder eines Regisseurs. Die komponierten Naturbilder geben der schöpferischen Kraft einer Gottheit und eines Filmemachers Augenscheinlichkeit. Godard scheint seine gottähnliche Stellung als Regisseur zu genießen. In einer Aufsicht zeigt er Marie nackt in der Badewanne, während sie auf der Tonspur vorträgt: „Unterdessen empfand ich eine Art von Freude dabei, meinen Körper dem Blick dessen darzubieten, der für immer mein Herr geworden war. Und ich sah zu diesem wunderbaren Wesen auf, denn wahrlich das war er von hier bis in alle Ewigkeit.“ Gleichzeitig taugt die schwangere Marie als Symbol für den Künstler, der leidenschaftlich aus sich selbst Neuartiges hervorzubringen sinnt. Man kann die Mariengeschichte als Metapher fürs Filmemachen lesen. Auf Französisch heißt unbelichtetes Filmmaterial pellicule vierge, wörtlich „jungfräulicher Film“.
Ein Anknüpfungspunkt zu Godards Werken aus der ersten Hälfte der 1960er-Jahre bietet sich etwa in der Szene, in der die schwangere Marie in einem Laden Lippenstifte mustert, ohne welche zu kaufen. Damit verwirft sie eine Handelsware, die mit konsumistischem Materialismus und durch äußerliche Maskeraden definierter Weiblichkeit in Verbindung gebracht wird. Godard hatte die Prostitution mehrfach thematisiert (Die Geschichte der Nana S., 1962 und Zwei oder drei Dinge, die ich von ihr weiß, 1966) und trat für ein Kino ein, das sich nicht als kommerzielle Unterhaltung „prostituiere“. So meinte Hervé Le Roux, im Kampf gegen die Bilderflut der Werbung könne das Kino nur mit einer Unschuld und Jungfräulichkeit siegen, die es nicht etwa ständig zu verlieren drohe, sondern die es immer wieder neu gewinnen könne. Godard finde mit den Bildern der Sonne, des Mondes und des Himmels Einstellungen von großartiger Reinheit, und zeige eine nackte Frau, ohne ein Herrenmagazin zu fabrizieren. Demgegenüber fand Alain Bergala, Godard scheitere mit seinem Anspruch, ein unverbrauchtes Bild von Marie zu schaffen und der Belagerung durch die kommerziellen Bilder, auch im Gegenwartskino, zu entgehen. In den 1960er-Jahren sei ihm das etwa mit Anna Karina gelungen, doch inzwischen sei es fast unmöglich geworden, Schönheit oder Geheimnis einer jungen Frau festzuhalten.
Miéville und Godard hätten beide, so David Sterritt, in ihren Filmteilen das Echo einer nichtphysischen und nichtpsychologischen Realität einfangen wollen. „Weil die Ausdrucksmittel des Kinos auf Stofflichkeit und körperlicher Erscheinung beruhen, zieht es dieses Vorhaben zwingend nach sich, normale filmische Mechanismen und Methoden zu verneinen oder auszulöschen.“ Durch ihre Keuschheit bleibe Marie offen für alle Möglichkeiten der Liebe. Diese Liebe sei keine negative Tat, sondern eine höchst positive und mutige, wie Godards und Miévilles Filmstil. Diesen zeichne sich durch Offenheit für Mehrdeutigkeit und die Bereitwilligkeit aus, die formalen Reduktionismen zu vermeiden, auf die sich der Großteil des Erzählkinos stützt. Beide Filmteile seien „keine Darstellung, sondern eine Erforschung“.

### Frauen, Männer und Bestimmung

Skizze der oft erwähnten Einstellung im Film, in der Joseph Maries Bauch nicht berührt und seine Hand davor hält

Die Unterschiede zwischen den Geschlechtern legt Godard als binäre Gegensatzpaare fest, männlich/weiblich steht unter anderem für aktiv/passiv, Kultur/Natur, Geist/Körper und Logik/Intuition. Godard: „Frauen […] akzeptieren mehr. Während Männer immer das Gefühl haben, dass sie die Dinge im Griff haben und verstehen müssen.“ Während Marie ihre Bestimmung ohne langes Zögern und mit Offenheit hinnimmt, braucht der begriffsstutzige Joseph länger, um das Unglaubliche zu akzeptieren. „Es muss von mir sein!“ ruft er, obwohl er es besser wissen müsste. Wie schon die gleichnamige Figur in Vorname Carmen hat er nicht die Mittel und die Intelligenz, um die Frau zu besitzen, die er verzweifelt liebt, und ist sexuell frustriert. Seine Wandlung vom eifersüchtigen Verlobten zum platonischen Helfer, sein Verzicht auf Sex mit Marie ist im Film ein Akt des Glaubens.
Eine weitere Dichotomie, zwischen Wissen und Nichtwissen, besteht unter den männlichen Figuren. Dem Joseph entgegengesetzt ist der Professor, der sowohl über rationales Wissen verfügt wie auch über den Körper einer begehrten Frau. Diese Frau, Eva, verführt ihn ihrerseits, weil sie auf Wissenserwerb aus ist. Sie ist neugierig, und Neugierde untergräbt ein Glaubenssystem. Doch der Professor nennt unablässig Eva falsch Eve und verheimlicht ihr, dass er Familie hat. Somit schildert Godard Eva als eine „letztlich falsch genannte, falsch verstandene und über den Tisch gezogene Frau.“ Auf diese Weise durchkreuzt und verkehrt er katholische Schemata, denn in seinem Film wirkt Maria auf Joseph wie eine Femme fatale, während die Verführerin Eva zum Opfer wird. Für Cynthia Erb ist Godards Marie nicht ganz so aktiv wie die Marie Miévilles: „Miéville fokussiert auf Maria als ein denkendes, wahrnehmendes Wesen, während Godard eher an Marias Körper interessiert scheint. […] Doch die Stärken der beiden Filme stammen aus der gemeinsamen Tendenz der Filmemacher, den Marien-Mythos in einer Weise zu aktivieren, die ihn weder lächerlich macht noch auf simple Art umstürzt. Miévilles Film ist die bemerkenswertere Leistung, denn sie stellt sich der schwierigen Aufgabe, eine kluge und zähe Vertreterin innerhalb eines der widerspenstigsten Mythen des Christentums zu entdecken […] und seine faszinierenden Aspekte feministischen Zwecken zuzuführen.“
In Vorname Carmen litt ein Mann an seinem Begehren nach einer selbstbestimmten Frau. Godard: „Carmen ist eher die Vorstellung, die sich Männer von der Frau machen. Und bei Marie geht es eher darum, dass sich Männer nicht vorstellen können, wie die Frau ist.“ Laut Laura Mulvey repräsentieren Carmen und Marie das Geheimnis des Weiblichen. „Die zwei Frauen, so gegensätzlich sie als Femme fatale und asketische Heilige auch sind, werden von einem Mann bitterlich begehrt und sind ihm unverständlich. Beide stehen für das Rätsel des Weiblichen und die Schwierigkeit, durch den Körper die Seele zu sehen.“ Obwohl Godard in seinem Frühwerk gezeigt hatte, dass das Kino nur eine Oberfläche ist, und die Mechanismen offenlegte, wie es seine Illusionen erzeugt, war „immer etwas störrisches in Godards Darstellung von Frauen, ein ‚etwas mehr‘, das sich politischem Vernunftsdenken entzieht. Es ist, als ob er eine Frau nur dann auf die Leinwand bringen kann, wenn er sie faszinierend und verführerisch findet.“ Die Godardsche Frau täusche dabei immer, spiele etwas vor und verstecke hinter ihrem Äußeren ihr Geheimnis. Mit Marie habe Godard eine weitere Verkörperung seines Ideals weiblicher Schönheit konstruiert. Doch kennzeichne seine Strenge und Ehrlichkeit, dass er am Ende des Films durch Maries Wandlung zu einer gewöhnlichen Frau die Unmöglichkeit dieser Konstruktion zugebe. Hingegen gefiel Ellen Drapper der Film nicht. Sie fand sich in die ungemütliche Lage versetzt, Marie körperlich und emotional ausgestellt zu sehen, während Schnitte und Blickwinkel die Zuschauerin auf Distanz zu ihr hielten. Maries Geheimnis möge für die Grenzen des männlichen Wissens stehen, „aber braucht es für das Kino-Cogito der Frau zu stehen?“ Dem Film fehle es an Tiefe; „seine Widersprüche und Gegensätze sind alle an der Oberfläche, und sein philosophisches Dilemma ist vorhersehbar, wenn nicht gar ermüdend.“
Eine weitere Lesart eröffnet, dass das Vorwort im Buch L’évangile au risque de la psychanalyse (1977) der Psychoanalytikerin Françoise Dolto Godard als Ausgangspunkt und Steinbruch diente. Einige Textstellen hat er exakt als Filmdialoge übernommen. Von Dolto stammt auch der Gedanke, dass das Evangelium seine Leser (oder ein Regisseur sein Publikum) nicht dadurch bilde, dass es Erklärungen liefert, sondern sie Geheimnisse erfahren lasse. Gemäß Dolto sind Joseph und Maria ein mythisches Modell für jedes Paar. In einer Paarbeziehung ohne Besitz über den anderen und ohne Abhängigkeiten blieben die Bedürfnisse der Partner immer zu einem Teil unerfüllt. Jede schwangere Frau hoffe, ihr Kind möge etwas Besonderes werden. Da Maria kein Besitzdenken bezüglich Jesus entwickelt, sei Jesus beispielhaft für die Entwicklung des Kindes zu einem erwachsenen Wesen, das eines Tages von den Eltern weggehe. Das Kind ist kein Besitz seiner Mutter oder seines Vaters. Jeder Mann ist zudem nie sicher, ob er der Erzeuger ist; er müsse den Worten der Frau vertrauen und das Kind annehmen, gleichsam adoptieren. Die biblische mythische Geschichte und der Film führen vor, dass Mutterschaft und Vaterschaft gewöhnlicher Menschen etwas Außergewöhnliches ist.
Die kleine Begleiterin Gabriels hat Marie angewiesen: „Sois dure, sois pure !“, sie solle hart sein und rein bleiben. Annie Goldmann meinte dazu: „Doch Marie ist von menschlichem Fleische; sie hat das Verlangen einer Frau, so dass die Keuschheit, die sie sich auferlegt, sie belastet.“ Wenn sie sich im Bett verkrampfe und in den Laken winde, kämpfte sie bis zur Erschöpfung gegen die Versuchung der Masturbation. Daran nehme ihre Spiritualität keinen Schaden, im Gegenteil, Marie gelange durch den Kampf gegen sich selbst „zum Geheimnis des Geistes und erhebt sich in Bezug auf andere. Wenn ihr alles gegeben worden, wenn alles einfach gewesen wäre, wäre ihr Verdienst geringer.“ Indem er sie nicht als bloße Empfängerin der Verkündigung wiedergebe, überwinde Godard das traditionell passive Bild der Marien-Figur. Ihre Krämpfe ähneln dem Tanz von Miévilles Marie; beide Filmteile verwerfen die kirchliche Darlegung Marias als glückseliges Aufnahmegefäß für den Willen Gottes.
Nach Jesus’ Weggang scheint Marie wieder im Irdischen angekommen. Ihre Aufgabe als heiliges Wesen ist beendet. Sie trägt eine neue Lockenfrisur, elegante Kleidung und bemalt ihre Lippen. Für den weit geöffneten Mund der Schlusseinstellung ist eine naheliegende Interpretation die freudianische, dass der Lippenstift ein phallisches Symbol ist und der Mund ihre Bereitschaft zu sexuellen Erfahrungen signalisiert. Mit seiner schwarzen Leere kann der Mund aber auch Schrecken evozieren. Nicht zuletzt darf man ihn als Zeichen lesen, dass die Bedeutung des Films offenbleibt.

## Medium
- DVD: Jean-Luc Godard collection, Nr. 2. Universum Film, München 2006. Französischer und deutscher Ton, deutsche Untertitel.